# Sociedade Esportiva Palmeiras
Palmeiras (puno ime: Sociedade Esportiva Palmeiras, osnovan kao: Palestra Italia) je brazilski nogometni klub iz São Paula. Jedan je od najpopularnijih i uspješnijih brazilskih klubova s gotovo 17 milijuna navijača uključujući i veliki broj Brazilaca talijanskog podrijetla. 

## Povijest
Palmeiras su osnovali 26. kolovoza 1914. Luigi Cervo, Vicenzo Ragognetti, Luigi Emanuele Marzo, Ezequiel Simone, četiri muškaraca koji su bili pripadnici talijanske zajednicu u São Paulu, klub su nazvali Palestra Italia. Originalne boje su bile crvena, bijela i zelena (kao talijanska zastava). Trenutne boje kluba su zelena i bijela. Palmeiras svoje domaće utakmice igra na stadionu Estádio Palestra Itália otvorenom 1902. koji nakon renoviranja u prošlosti može primiti 45.000 gledatelja.  Jedan od najuspješnijih klubova u brazilskom nogometu, momčad je osvojila 10 nacionalnih natjecanja, rekordnih u toj zemlji. 1920. godine kupili su svoj stadion Palestra Italia. U drugom svjetskom ratu Brazil je ušao u rat na strani Saveznika s Brazilskim ekspedicijskim korpusom. Diktatura koja je onda bila u Brazilu prisilila je Palestru Italiju iz Sao Paula na mijenjanje imena zbog referiranja na ratnog neprijatelja Italiju. Isto je morala napraviti Palestra Italia iz Minas Geraisa. Originalni znak s ornamentalnim P na zelenom štitu i dalje je u grbu, a klub se služio crvenom kao trećom bojom, većinom u prijateljskim utakmicama kad je bila 75. godišnjica kluba.

## Uspjesi

### Domaća natjecanja
- Campeonato Brasileiro Série A:

Prvak (12): 1960., 1967., 1967., 1969., 1972., 1973., 1993., 1994., 2016., 2018., 2022, 2023.
- Copa do Brasil

Osvajač (4): 1998., 2012., 2015., 2020.
- Copa dos Campeões

Osvajač (1): 2000.
- Supercopa do Brasil

Osvajač (1): 2023.

### Internacionalna
- Copa Rio

Osvajač (1): 1951.
- Copa Libertadores

Osvajač (3): 1999., 2020., 2021.
- Copa Mercosul

Osvajač (1): 1998.
- Recopa Sul-Americana

Osvajač (1): 2022.
- Interkontinentalni kup

Finalist (1): 1999.

## Vanjske poveznice
|  | Zajednički poslužitelj ima još gradiva o temi Sociedade Esportiva Palmeiras |

- Službena stranica